# Fonteinkerk (Amersfoort)
De Fonteinkerk is een kerkgebouw in de Nederlandse stad Amersfoort. Het gebouw staat aan de Robert Kochstraat en bedient leden van de wijkgemeente van de Protestantse Gemeente Amersfoort in Amersfoort-Zuid.
De bouw van de kerk startte in februari 1965, de kerkzaal werd aan de toenmalige Leusderkerk vast gebouwd. De kerk werd op 24 augustus 1966 in gebruik genomen. De ruimten van de Leusderkerk doen vanaf dat moment dienst als bijgebouw.
Het pand, een ontwerp van de architect David Zuiderhoek (1911-1993), is een bakstenen bouwwerk met voor Zuiderhoek kenmerkende niet parallelle muren en een opvallend hellend dak. Aan de zijkant van het gebouw zijn bij de bouw voorzieningen voor een kerkklok getroffen, deze is er echter nooit gekomen.
In 1970 werd het orgel geplaatst, het is gebouwd door de firma K.B. Blank & Zoon uit Herwijnen.
In 2012 werden de ruimten van de voormalige Leusderkerk vernieuwd onder leiding van de Amersfoortse architect Ulrike van Schagen. Het bijgebouw werd op 27 oktober 2012 geopend en draagt nu de naam Huis van Zuid.